# Pravi rilčkarji
Pravi rilčkarji (znanstveno ime Curculionidae) so največja družina iz naddružine rilčkarjev, ki obsega več kot 60.000 vrst po celem svetu. To je ena največjih družin organizmov sploh.
Za družino je značilna velika vrstna pestrost, vrste se razlikujejo po obliki in velikosti, tako npr. odrasli osebki merijo od 1 do 40 mm. Večina rilčkarjev je rastlinojedih, zato so popolnoma odvisni od gostiteljev v majhnem življenjskem prostoru. V večini primerov celo življenje preživijo na eni rastlini. Taksonomija te družine je zelo zapletena, saj družina obsega kar 400 rodov, med katerimi še niso povsem razjasnjena taksonomska razmerja.

## Taksonomija

### Acalles(lesni rilčkarji)
- Acalles camelus (Fabricius, 1792)
- Acalles commutatus
- Acalles dubius
- Acalles echinatus (Germar, 1824)
- Acalles hypocrita (Boheman, 1837)
- Acalles lemur
- Acalles misellus
- Acalles parvulus
- Acalles ptinoides
- Acalles roboris (Curt., 1834)

### Anthonomus(/)
- Anthonomus rubi
- Anthonomus pomorum
- Anthonomus bituberculatus
- Anthonomus conspersus (Desbr., 1868)
- Anthonomus eugenii
- Anthonomus humeralis (Panzer, 1795)
- Anthonomus pedicularius (Linnaeus, 1758)
- Anthonomus piri (Kollar, 1837)
- Anthonomus rufus (Gyllenhal, 1836)
- Anthonomus ulmi (De Geer, 1775)
- Anthonomus undulatus
- Anthonomus grandis

### Bagous(obrežni rilčkarji)
- Bagous angustus (Silfv., 1977)
- Bagous collignensis
- Bagous czwalinae
- Bagous diglyptus
- Bagous frit
- Bagous glabrirostris (Herbst, 1795)
- Bagous limosus
- Bagous lutosus
- Bagous lutulentus (Gyllenhal, 1813)
- Bagous lutulosus (Gyllenhal, 1827)
- Bagous nodulosus
- Bagous puncticollis
- Bagous robustus
- Bagous subcarinatus
- Bagous tempestivus

### Baris(zobati rilčkarji)
- Baris artemisiae (Herbst, 1795)
- Baris chlorizans (Germar, 1824)
- Baris coerulescens (Scopoli, 1763)
- Baris cuprirostris (Fabricius, 1787)
- Baris fallax
- Baris laticollis (Marsham, 1802)
- Baris lepidii (Germar, 1824)
- Baris morio
- Baris picicornis (Marsham, 1802)

### Ceutorhynchus(mali rilčkarji)
- Ceutorhynchus assimilis
- Ceutorhynchus napi
- Ceuthorrynchus quadridens
- Ceutorhynchus alliariae (Brisout, 1860)
- Ceutorhynchus atomus (Boheman, 1845)
- Ceutorhynchus barbareae
- Ceutorhynchus chalybaeus (Germar, 1824)
- Ceutorhynchus cochleariae
- Ceutorhynchus constrictus
- Ceutorhynchus contractus
- Ceutorhynchus erysimi (Fabricius, 1787)
- Ceutorhynchus floralis
- Ceutorhynchus gallorhenanus (Sol., 1949)
- Ceutorhynchus gerhardti (Schltz., 1899)
- Ceutorhynchus griseus (Brisout, 1869)
- Ceutorhynchus hampei
- Ceutorhynchus hirtulus (Germar, 1824)
- Ceutorhynchus ignitus (Germar, 1824)
- Ceutorhynchus inaffectatus
- Ceutorhynchus leprieuri
- Ceutorhynchus nanus
- Ceutorhynchus obstrictus
- Ceutorhynchus pallidactylus
- Ceutorhynchus parvulus
- Ceutorhynchus pectoralis (Weise, 1895)
- Ceutorhynchus pervicax (Weise, 1883)
- Ceutorhynchus picitarsis (Gyllenhal, 1837)
- Ceutorhynchus posthumus
- Ceutorhynchus pulvinatus
- Ceutorhynchus pumilio (Gyllenhal, 1827)
- Ceutorhynchus pyrrhorhynchus (Marsham, 1802)
- Ceutorhynchus querceti (Gyllenhal, 1813)
- Ceutorhynchus rapae (Gyllenhal, 1837)
- Ceutorhynchus resedae
- Ceutorhynchus rhenanus
- Ceutorhynchus roberti (Gyllenhal, 1837)
- Ceutorhynchus rusticus
- Ceutorhynchus scapularis (Gyllenhal, 1837)
- Ceutorhynchus scrobicollis
- Ceutorhynchus sulcicollis (Paykull, 1800)
- Ceutorhynchus syrites
- Ceutorhynchus turbatus
- Ceutorhynchus unguicularis

### Coeliodes(hrastni rilčkarji)
- Coeliodes dryados (Gmelin, 1790)
- Coeliodes erythroleucus (Gmelin, 1790)
- Coeliodes ruber (Marsham, 1802)
- Coeliodes rubicundus (Herbst, 1795)
- Coeliodes trifasciatus (Bach, 1854)

### Curculio(/)
- Curculio glandium
- Curculio nucum

### Hylobius(/)
- Hylobius abietis
- Hylobius transversovittatus

### Otiorhynchus(debeloustni rilčkarji)
- Otiorhynchus niger
- Otiorhynchus sulcatus
- Otiorhynchus ovatus

### Phyllobius(/)
- Phyllobius argentatus

### Pissodes(/)
- Pissodes castaneus
- Pissodes pini
- Pissodes piniphilus
- Pissodes validirostris
- Pissodes hercyniae
- Pissodes piceae
- Pissodes scabricollis

### Sitona(/)
- Sitophilus
- Sitophilus granarius

### Dorytomus(/)
- Dorytomus longimanus
- Dorytomus taeniatus